# Troianove, Novomîrhorod
Troianove (în ucraineană Троянове) este un sat în comuna Rubanîi Mist din raionul Novomîrhorod, regiunea Kirovohrad, Ucraina.

## Demografie
Componența lingvistică a localității Troianove
     Ucraineană (97,76%)
     Română (2,24%)
Conform recensământului din 2001, majoritatea populației localității Troianove era vorbitoare de ucraineană (97,76%), existând în minoritate și vorbitori de română (2,24%).